# Sis dies de Zúric
Els Sis dies de Zuric va ser una cursa de ciclisme en pista, de la modalitat de sis dies, que es corre al Hallenstadion de Zúric (Suïssa). La seva primera edició data del 1954 i fou guanyada pels suïsos Hugo Koblet i Armin Von Büren. Es disputà anualment fins al 2001. El 2006 es van reprendre fins al 2014. A partir del 2011 i fins a la darrera edició disputa la cursa durà quatre dies. Des del 1998 la competició fou organitzada per l'exciclista professional Urs Freuler.

## Palmarès
| Any     | Primers                                           | Segons                                           | Tercers                                           |
| ------- | ------------------------------------------------- | ------------------------------------------------ | ------------------------------------------------- |
| 1954    | Hugo Koblet · Armin Von Büren                     | Walter Bucher · Jean Roth                        | Gerrit Peters · Gerrit Schulte                    |
| 1955    | Walter Bucher · Jean Roth                         | Gerrit Peters · Gerrit Schulte                   | Dominique Forlini · Georges Senfftleben           |
| 1956    | Key-Werner Nielsen · Gerrit Schulte               | Walter Bucher · Jean Roth                        | Reginald Arnold · Ferdinando Terruzzi             |
| 1957    | Gerrit Schulte · Armin Von Büren                  | Emiel Severeyns · Rik Van Steenbergen            | Walter Bucher · Jean Roth                         |
| 1958    | Fritz Pfenninger · Jean Roth                      | Emiel Severeyns · Rik Van Steenbergen            | Reginald Arnold · Ferdinando Terruzzi             |
| 1959    | Emiel Severeyns · Rik Van Steenbergen             | Reginald Arnold · Walter Bucher                  | Peter Post · Gerrit Schulte                       |
| 1960    | Palle Lykke Jensen · Key-Werner Nielsen           | Walter Bucher · Fritz Pfenninger                 | Reginald Arnold · Ferdinando Terruzzi             |
| 1961    | Emiel Severeyns · Rik Van Steenbergen             | Klaus Bugdahl · Fritz Pfenninger                 | Peter Post · Rik Van Looy                         |
| 1962    | Klaus Bugdahl · Fritz Pfenninger                  | Rudi Altig · Sigi Renz                           | Freddy Eugen · Palle Lykke Jensen                 |
| 1963    | Fritz Pfenninger · Peter Post                     | Klaus Bugdahl · Sigi Renz                        | Rik Van Looy · Rik Van Steenbergen                |
| 1964    | Fritz Pfenninger · Peter Post                     | Emiel Severeyns · Rik Van Steenbergen            | Freddy Eugen · Palle Lykke Jensen                 |
| 1965    | Fritz Pfenninger · Peter Post                     | Freddy Eugen · Palle Lykke Jensen                | Rudi Altig · Dieter Kemper                        |
| 1966    | Rudi Altig · Sigi Renz                            | Fritz Pfenninger · Peter Post                    | Klaus Bugdahl · Patrick Sercu                     |
| 1967    | Freddy Eugen · Palle Lykke Jensen                 | Klaus Bugdahl · Patrick Sercu                    | Fritz Pfenninger · Peter Post                     |
| 1968    | Klaus Bugdahl · Fritz Pfenninger                  | Peter Post · Patrick Sercu                       | Dieter Kemper · Horst Oldenburg                   |
| 1969    | Klaus Bugdahl · Dieter Kemper                     | Louis Pfenninger · Peter Post                    | Patrick Sercu · Alain Van Lancker                 |
| 1970    | Fritz Pfenninger · Erich Spahn · Peter Post       | Rudi Altig · Albert Fritz · Louis Pfenninger     | Sigi Renz · Jürgen Schneider · Patrick Sercu      |
| 1971    | Klaus Bugdahl · Dieter Kemper · Louis Pfenninger  | Albert Fritz · Sigi Renz · Fritz Pfenninger      | Wilfried Peffgen · Wolfgang Schulze · Erich Spahn |
| 1972    | Albert Fritz · Wilfried Peffgen · Graeme Gilmore  | Sigi Renz · Wolfgang Schulze · Erich Spahn       | Klaus Bugdahl · Dieter Kemper · Louis Pfenninger  |
| 1973    | Léo Duyndam · Piet de Wit                         | Albert Fritz · Cees Stam                         | Louis Pfenninger · Erich Spahn                    |
| 1974    | Klaus Bugdahl · Graeme Gilmore                    | Léo Duyndam · Louis Pfenninger                   | Günther Haritz · Udo Hempel                       |
| 1975    | Günther Haritz · Patrick Sercu                    | Udo Hempel · René Savary                         | René Pijnen · Roy Schuiten                        |
| 1976    | Albert Fritz · Wilfried Peffgen                   | Günther Haritz · René Pijnen                     | Klaus Bugdahl · Patrick Sercu                     |
| 1977    | Eddy Merckx · Patrick Sercu                       | Daniel Gisiger · René Pijnen                     | Udo Hempel · René Savary                          |
| 1978    | René Pijnen · René Savary                         | Donald Allan · Danny Clark                       | Albert Fritz · Wilfried Peffgen                   |
| 1979    | Albert Fritz · Patrick Sercu                      | René Pijnen · René Savary                        | Donald Allan · Danny Clark                        |
| 1980    | Roman Hermann · Horst Schütz                      | Albert Fritz · Udo Hempel                        | Gert Frank · Jorgen Marcussen                     |
| 1981    | Albert Fritz · Dietrich Thurau                    | Urs Freuler · René Savary                        | René Pijnen · Patrick Sercu                       |
| 1982    | Robert Dill-Bundi · Urs Freuler                   | Danny Clark · Patrick Sercu                      | Albert Fritz · Henry Rinklin                      |
| 1983    | Urs Freuler · Daniel Gisiger                      | Gert Frank · Hans-Henrik Oersted                 | Albert Fritz · Dietrich Thurau                    |
| 1984    | Urs Freuler · Daniel Gisiger                      | Josef Kristen · Henry Rinklin                    | Anthony Doyle · Gary Wiggins                      |
| 1985    | Gert Frank · René Pijnen                          | Urs Freuler · Daniel Gisiger                     | Roman Hermann · Sigmund Hermann                   |
| 1986    | Urs Freuler · Daniel Gisiger                      | Stan Tourné · Etienne De Wilde                   | Joaquim Schlaphoff · Dietrich Thurau              |
| 1987    | Urs Freuler · Dietrich Thurau                     | Anthony Doyle · Roman Hermann                    | Volker Diehl · Roland Günther                     |
| 1988    | Daniel Gisiger · Jörg Müller                      | Adriano Baffi · Pierangelo Bincoletto            | Urs Freuler · Roman Hermann                       |
| 1989    | Adriano Baffi · Pierangelo Bincoletto             | Daniel Gisiger · Jörg Müller                     | Acácio da Silva · Sigmund Hermann                 |
| 1990    | Adriano Baffi · Pierangelo Bincoletto             | Urs Freuler · Hansruedi Maerki                   | Stefan Joho · Werner Stutz                        |
| 1991    | Stefan Joho · Werner Stutz                        | Etienne De Wilde · Bruno Holenweger              | Kurt Betschart · Bruno Risi                       |
| 1992    | Kurt Betschart · Bruno Risi                       | Adriano Baffi · Pierangelo Bincoletto            | Urs Freuler · Peter Pieters                       |
| 1993    | Kurt Betschart · Bruno Risi                       | Etienne De Wilde · Jens Veggerby                 | Adriano Baffi · Pierangelo Bincoletto             |
| 1994    | Urs Freuler · Carsten Wolf                        | Kurt Betschart · Bruno Risi                      | Adriano Baffi · Etienne De Wilde                  |
| 1995    | Kurt Betschart · Bruno Risi                       | Silvio Martinello · Marco Villa                  | Etienne De Wilde · Andreas Kappes                 |
| 1996    | Kurt Betschart · Bruno Risi                       | Silvio Martinello · Marco Villa                  | Andreas Kappes · Carsten Wolf                     |
| 1997    | Silvio Martinello · Marco Villa                   | Kurt Betschart · Bruno Risi                      | Adriano Baffi · Joan Llaneras                     |
| 1998    | Kurt Betschart · Bruno Risi                       | Silvio Martinello · Marco Villa                  | Jimmi Madsen · Scott McGrory                      |
| 1999    | Kurt Betschart · Bruno Risi                       | Matthew Gilmore · Scott McGrory                  | Andreas Kappes · Jimmi Madsen                     |
| 2000    | Kurt Betschart · Bruno Risi · Markus Zberg        | Adriano Baffi · Joan Llaneras · Pascal Richard   | Tayeb Braikia · Jimmi Madsen · Beat Zberg         |
| 2001    | Matthew Gilmore · Scott McGrory · Daniel Schnider | Niki Aebersold · Andreas Beikirch · Jimmi Madsen | Kurt Betschart · Bruno Risi · Markus Zberg        |
| 2002-05 | No disputats                                      | No disputats                                     | No disputats                                      |
| 2006    | Franco Marvulli · Bruno Risi                      | Robert Bartko · Iljo Keisse                      | Guido Fulst · Leif Lampater                       |
| 2007    | Franco Marvulli · Bruno Risi                      | Robert Bartko · Iljo Keisse                      | Michael Mørkøv · Danny Stam                       |
| 2008    | Bruno Risi · Danny Stam                           | Joan Llaneras · Franco Marvulli                  | Alexander Aeschbach · Leif Lampater               |
| 2009    | Franco Marvulli · Bruno Risi                      | Christian Grasmann · Leif Lampater               | Alexander Aeschbach · Tristan Marguet             |
| 2010    | Robert Bartko · Danilo Hondo                      | Alexander Aeschbach · Franco Marvulli            | Léon van Bon · Danny Stam                         |
| 2011    | Iljo Keisse · Franco Marvulli                     | Silvan Dillier · Glenn O'Shea                    | Robert Bartko · Danilo Hondo                      |
| 2012    | Kenny De Ketele · Peter Schep                     | Danilo Hondo · Roger Kluge                       | Tristan Marguet · Franco Marvulli                 |
| 2013    | Silvan Dillier · Iljo Keisse                      | Jasper De Buyst · Kenny De Ketele                | David Muntaner · Albert Torres                    |
| 2014    | Mark Cavendish · Iljo Keisse                      | Silvan Dillier · Leif Lampater                   | Jasper De Buyst · Kenny De Ketele                 |